# کوه ایرایا
کوه ایرایا (به لاتین: Mount Iraya) یک کوه و آتشفشان چینه‌ای در فیلیپین است که در باتانس واقع شده‌است. کوه ایرایا ۱٬۰۰۹ متر بالاتر از سطح دریا واقع شده‌است.